# Jonathan Haidt
Jonathan Haidt (1963) is een Amerikaanse sociaal-psycholoog werkzaam als hoogleraar aan de Stern School of Business van de Universiteit van New York. Haidt heeft vooral studie gemaakt naar de ontwikkeling van menselijke moraal (o.a. in zijn moral foundations theory) en het gebruik van social media en smartphones. Hij is een van de voornaamste vertegenwoordigers van de zogeheten positieve psychologie, die actief zoekt naar haalbare methodes om gelukkiger te worden, vaak zonder tussenkomst van een professional.

## Carrière en ideeën
Zijn bekendste werken voor een groot publiek zijn: 
- The Happiness Hypothesis, waarin hij oude religieuze inzichten verbindt aan hedendaags wetenschappelijk onderzoek (niet vertaald);
- The Righteous Mind, waarin hij de evolutionaire basis van de menselijke moraal en zijn moral foundations theory daarover uiteenzet (vertaald als Het rechtvaardigheidsgevoel, 2021 ISBN 9789025908362);
- The Coddling of the American Mind over de effecten van social media-gebruik (vertaald als De betutteling van de Amerikaanse geest, 2022 ISBN 9789025910488),
- evenals The Anxious Generation (vertaald als Generatie Angststoornis, 2024 ISBN 9789025912673), dat een bestseller werd.[3]

Een van de typerende ideeën van Haidt is dat hij de filosoof David Hume navolgt in de overtuiging dat de intuïtie leidend is t.o.v. de ratio. In de jaren twintig ontwikkelde hij zich tot een van de voornaamste critici van het gebruik van social media en smartphones, met name door kinderen en tieners.

## Bestseller 60
| Boeken met noteringen in de Nederlandse Bestseller 60 | Jaar van verschijnen | Datum van binnenkomst | Hoogste positie | Aantal weken | Opmerkingen |
| ----------------------------------------------------- | -------------------- | --------------------- | --------------- | ------------ | ----------- |
| Generatie angststoornis                               | 2024                 | 26-06-2024            | 18              | 6            |             |